# Mount Sinha
Mount Sinha är ett berg i Antarktis. Det ligger i Västantarktis. Inget land gör anspråk på området. Toppen på Mount Sinha är 990 meter över havet.
Terrängen runt Mount Sinha är kuperad åt nordväst, men åt sydost är den platt. Trakten är obefolkad. Det finns inga samhällen i närheten.